# Psychotria bukaensis
Psychotria bukaensis är en måreväxtart som beskrevs av De Wild.. Psychotria bukaensis ingår i släktet Psychotria och familjen måreväxter. Inga underarter finns listade i Catalogue of Life.